# Rio Jataí
O rio Jataí é um rio brasileiro do estado de São Paulo.